# Richard Cottrell
Richard Cottrell, encenador britânico.
Actual Director Artístico do Cambridge Theatre Company, estudou teatro em Paris. A sua primeira encenação é de 1964, quando dirige Michael Bates e Prunella Scales em The Birthwatcher de Feydeau. Posteriormente trabalha autores como Edward Bond, Harold Pinter, Anouilh ou Shakespeare. Encenou variadas peças para o Royal Court Theatre.
Em 1997 encenou Rei Lear no Teatro Nacional D.Maria II, a convite de Carlos Avilez e com a assistencia de Graca P. Correa.